# سامسونگ اس‌جی‌اچ-جی۸۰۰

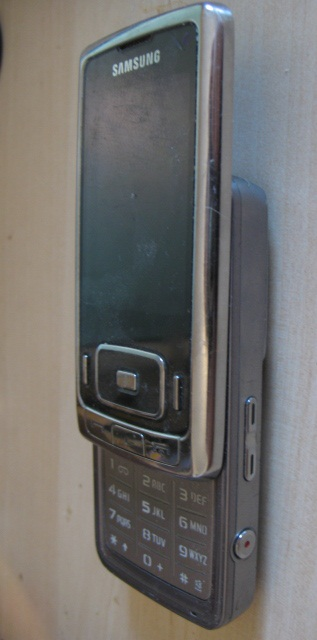
نگاره ای از سامسونگ اس‌جی‌اچ-جی۸۰۰

سامسونگ اس‌جی‌اچ-جی۸۰۰ یک‌نمونه از گوشی‌های تلفن همراه سری G شرکت سامسونگ می‌باشد که توسط همین شرکت به بازار عرضه شده‌است.